# American Beauty (Grateful Dead)
| Recensione                    | Giudizio |
| ----------------------------- | -------- |
| AllMusic                      | [ 1 ]    |
| Christgau's Record Guide      | A–       |
| Rolling Stone                 | [ 3 ]    |
| Sputnikmusic                  | [ 4 ]    |
| Encyclopedia of Popular Music | [ 5 ]    |
| Piero Scaruffi                | [ 6 ]    |

American Beauty è il quinto album in studio dei Grateful Dead. È stato registrato fra agosto e settembre del 1970, e pubblicato nel novembre 1970 dalla Warner Bros. L'album prosegue con la musica folk rock e country, già esplorata nel disco precedente Workingman's Dead; i testi sono principalmente di Robert Hunter.
Nel 2003 l'album è stato classificato al numero 258 della lista dei 500 miglior dischi di tutti i tempi dalla rivista Rolling Stone (con l'aggiornamento del 2012 è passato al 261º posto) ed è entrato nella Grammy Hall of Fame Award 2016.

## Descrizione
Sia Workingman's Dead che American Beauty furono due dischi innovativi per l'epoca a causa della loro fusione di bluegrass, rock and roll, folk e, specialmente, country. Paragonato a Workingman's Dead, American Beauty ebbe anche meno parti soliste di chitarra elettrica suonate da Jerry Garcia, che riempì questo vuoto con passaggi alla pedal steel guitar ben calibrati. Fu durante queste sessioni che Garcia iniziò la collaborazione con il suonatore di mandolino David Grisman.

### Registrazione
American Beauty fu il risultato di un periodo creativamente prolifico nella partnership compositiva formata da Jerry Garcia e Robert Hunter; un periodo che produsse due album in studio di materiale originale in un anno per i Grateful Dead. Questa fu l'unica occasione nella quale la band tornò in studio nello spazio di così poco tempo. Tuttavia, a differenza del solito, dove quasi tutte le canzoni erano scritte da Garcia e Hunter, l'album vide maggiori contributi da parte degli altri membri del gruppo. Nel disco sono presenti Box of Rain di Phil Lesh e Sugar Magnolia di Bob Weir, entrambe composte con Hunter, e Operator di Ron "Pigpen" McKernan, cantata da lui stesso sull'album.
L'album fu prodotto dopo la scoperta che il manager della band, Lenny Hart (padre del batterista Mickey Hart), aveva rinnovato il loro contratto con la Warner Brothers Records senza informare i membri del gruppo, per poi scappare via con una considerevole mole di denaro appartenente ai Grateful Dead. La band iniziò le sedute di registrazione per American Beauty solo pochi mesi dopo la pubblicazione del precedente Workingman's Dead, senza il loro abituale personale di studio, che era via con il Medicine Ball Caravan Tour (al quale i Dead avrebbero inizialmente dovuto partecipare), e questo portò Stephen Barncard a sostituire Bob Matthews nel ruolo di produttore del disco. Sebbene entrambi gli album possano dirsi focalizzati sul genere poi definito Americana, influenzato dal roots rock e dal country, Workingman's Dead mischiava il sound di Bakersfield con le radici psichedeliche della band, mentre invece il principalmente acustico American Beauty è più incentrato sulle melodie country e sulle armonie folk, evidenziando l'influenza del Dylan di Nashville Skyline e degli amici Crosby, Stills, Nash & Young. Kreutzmann spiegò a posteriori: «Quelli che cantavano nella nostra band impararono moltissimo sull'armonizzazione [da] Crosby, Stills, Nash & Young, che avevano appena pubblicato il loro seminale album  Déjà Vu. Jerry aveva suonato la pedal steel... in quel disco. Stephen Stills viveva nel ranch di Mickey... e David Crosby veniva alle nostre feste molto spesso. Quindi i nostri cerchi si sono sovrapposti, per così dire». Crosby ha esitato su questo punto: «A volte ci hanno dato il merito di aver insegnato loro a cantare e questo non è vero. Sapevano cantare; avevano il loro stile e avevano già la qualità più importante, che è l'arte di saper raccontare».

### Pubblicazione
Truckin' (B-side Ripple) fu la traccia estratta dal disco pubblicata su singolo, e le canzoni Box of Rain, Sugar Magnolia, e Friend of the Devil ricevettero anch'esse molti passaggi radio. American Beauty raggiunse la posizione numero 30 della classifica statunitense di Billboard, mentre il singolo Truckin' raggiunse la sessantaquattresima posizione. Si trattò anche dell'ultimo album dei Dead a vedere la presenza di Mickey Hart nelle file del gruppo fino al suo ritorno quattro anni dopo nel 1975.

### Copertina
Le parole del titolo dell'album presenti in copertina sono un ambigramma; cioè possono essere lette anche come "American Reality" oltre che come "American Beauty". Il design della copertina venne ideato e prodotto dallo studio grafico Mouse-Kelley.

## Tracce
1. Box of Rain – 5:18 (Robert Hunter e Phil Lesh)
2. Friend of the Devil – 3:24 (John Dawson, Jerry Garcia, e Hunter)
3. Sugar Magnolia – 3:19 (Hunter e Bob Weir)
4. Operator – 2:25 (Ron McKernan)
5. Candyman – 6:14 (Garcia e Hunter)
6. Ripple – 4:09 (Garcia e Hunter)
7. Brokedown Palace – 4:09 (Garcia e Hunter)
8. Till the Morning Comes – 3:08 (Garcia e Hunter)
9. Attics of My Life – 5:12 (Garcia e Hunter)
10. Truckin' – 5:03 (Garcia, Hunter, Lesh, e Weir)

## Formazione
- Jerry Garcia – chitarre, voce, produzione, pedal steel guitar in Sugar Magnolia, Candyman, e Brokedown Palace; piano in Box of Rain
- Mickey Hart – percussioni, produzione
- Robert Hunter – testi, produzione
- Phil Lesh – basso, produzione, chitarra acustica in Box of Rain, piano e voce in Box of Rain
- Bill Kreutzmann – batteria, produzione
- Ron "Pigpen" McKernan – armonica, voce in Operator
- Bob Weir – chitarra, voce in Sugar Magnolia e Truckin'